# 바다전갈
바다전갈 또는 광익류(廣翼類)는 바다전갈목 또는 광익목(Eurypterida)에 속하는 협각류 동물의 총칭으로 고생대에 번성한 절지동물의 일종을 말한다. 이들은 모두 멸종했으며, 이름과는 다르게 바다 말고도 민물과 기수에서도 살았다. 가장 크기가 컸던 야이켈롭테루스(Jaekelopterus)는 몸길이가 2미터 이상에 달했으나 그밖의 종들은 대부분 20센티미터 내외였다.
바다전갈들은 약 4억 6천만년~2억 5천만년 전, 즉 오르도비스기부터 페름기 시대까지 화석이 발견된다. 현재까지 발견된 가장 오래된 바다전갈은 미국의 오르도비스기 중기 지층에서 출토된 펜테콥테루스 데코라헨시스(Pentecopterus decorahensis)이다. 반대로 가장 나중 시대의 지층에서 발견된 바다전갈은 페름기 후기 오스트레일리아의 ?워오드와르돕테루스 프레마노룸(?Woodwardopterus freemanorum)이다.

## 몸의 구조

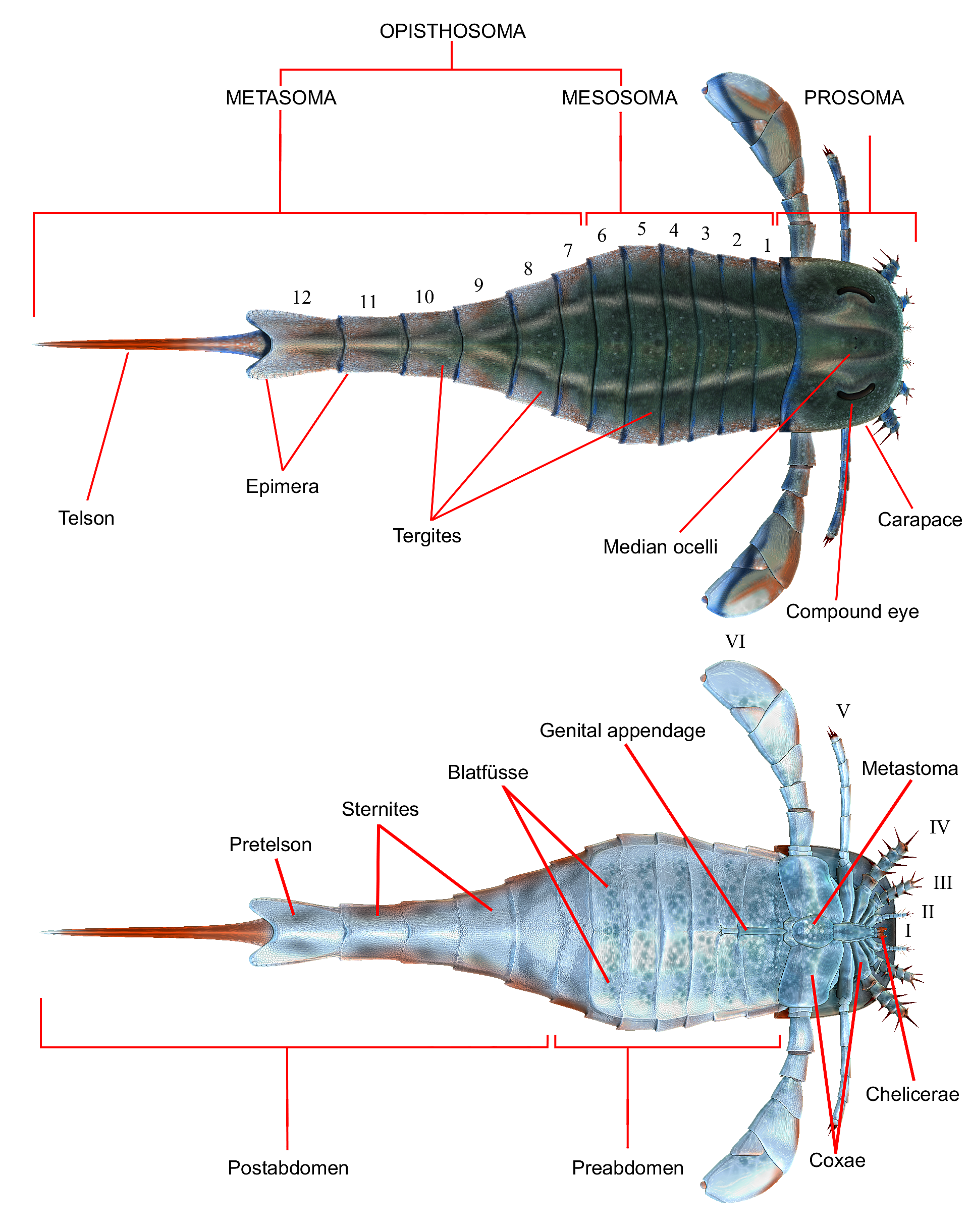
바다전갈의 신체 부위

바다전갈은 다른 협각류와 마찬가지로 몸을 크게 두 부분으로 나눌 수 있다. 앞쪽 부분을 두흉부(prosoma), 뒷쪽 부분을 후체구(opisthosoma)라고 한다. 두흉부에는 총 여섯 개의 마디가 위치해 있고, 후체구에는 열두 개의 마디와, 나머지 마디와는 기원이 달라 마디의 일부로 치지 않는 꼬리마디(telson)가 있다.
두흉부에는 마디마다 부속지가 한 쌍씩 달려 있다. 첫째 마디에 달린 부속지는 입으로 먹잇감을 집어넣는 협각이고, 나머지 마디에 달린 다섯 쌍의 부속지는 보행 및 먹이 잡기에 사용되는 다리이다. 다리의 가장 안쪽 마디를 '밑마디'(coxa)라고 하며, 대체로 여기에 톱니 모양 가시들이 있는데 이들을 '턱바닥'(顎器, gnathobase)이라 부른다. 턱바닥은 잡은 먹잇감을 잘게 쪼개는 역할을 한다. 두흉부의 등면에는 여섯 마디를 하나의 갑각(carapace)이 덮는다. 갑각 위에는 한 쌍의 큰 겹눈(compound eye)이 가외에, 한 쌍의 작은 홀눈(ocellus)이 중앙에 나 있다. 배면에는 메타스토마(metastoma)라는 판이 다섯째 다리쌍의 밑마디 사이에 있어 배면의 가운데를 감싼다.
후체구는 중체부(mesosoma)와 후체부(metasoma)로 나눌 수도 있고, 전복부(preabdomen)와 후복부(postabdomen)로 나눌 수도 있다. 후체구의 등면은 등판(tergite), 배면은 배판(sternite)으로 덮혀 있다. 앞쪽의 배면에는 후체구의 첫째와 둘째 마디에 달려있던 부속지들이 합쳐져 생긴 생식판(생식 부속지, genital appendages)이 있다. 셋째에서 여섯째 마디까지는 부속지가 판 모양으로 변형되어 생긴 블라트퓌세(Blatfüsse)가 배면을 덮는다. 블라트퓌세는 광익류의 호흡기관을 덮는 일종의 덮개 역할을 한다.

## 분류

### 다른 협각류와의 관계
바다전갈은 거미강과 멸종한 카스마타스피스강(Chasmataspidida)과 함께 Dekatriata라는 분류군을 이룬다. Dekatriata의 기본적인 형태(bauplan)는 후체구에 마디가 13개인 모습이다. 거의 모든 Dekatriata 협각류는 진화를 겪어 이 기본적인 형태에서 벗어난 형태를 보인다. 바다전갈의 경우에는 기본형에서 있던 열세 개의 후체구 마디에서 가장 앞쪽의 마디가 퇴화되었다. 이 마디에 달린 부속지가 메타스토마로 변형하여 두흉부에 붙었다고 생각된다. Dekatriata 중 바다전갈은 후체구의 부속지 두 쌍이 생식기로 변형되었다는 점에서 다른 동물들과 구별된다.
Dekatriata 내에서 바다전갈과 거미강은, 정포를 생성하는 기관이 있다는 공통점을 근거로 Sclerophorata라는 분류군으로 묶인다. 이러한 분류는 21세기에 바다전갈 에우립테루스(Eurypterus)에서 정포가 보존된 화석이 발표되었기 때문에 검증할 수 있었다. 카스마타스피스강에서는 아직 정포를 생성하는 기관이 발견되지 않았는데, 후대의 발견을 통해 Sclerophorata가 Dekatriata와 의미가 같아져 쓸모가 없는 분류군이 될 가능성도 있다.

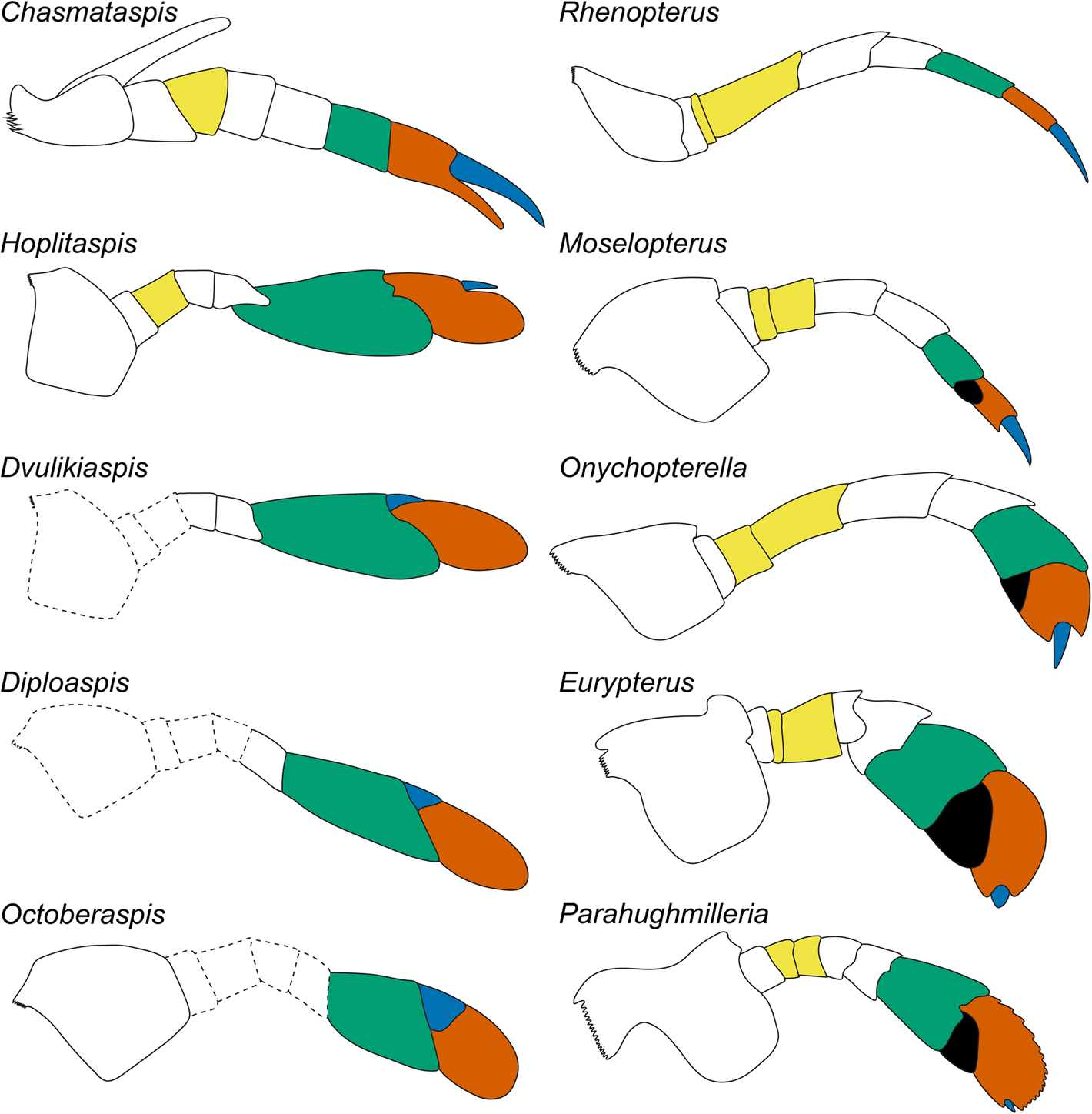
바다전갈(우)과 카스마타스피스강(좌)의 다섯째 다리. 검은색이 '사이마디'이다.

### 하위 분류
바다전갈은 광익아목(Eurypterina)과 스틸로누루스아목(Stylonurina)이라는 두 개의 아목으로 나뉜다. 광익아목은 다섯째 다리쌍의 일곱째 마디와 맨끝 마디 사이에 일종의 '사이마디'가 세모꼴로 나 있다. 이는 실제 마디가 아니고, 다리에 난 돌기가 변화한 것이다. 모셀롭테루스(Moselopterus)와 같은 원시적인 종들은 이 다리가 가늘어서 걷는 데에만 쓰이지만, 그 외의 후대에 분화된 종들은 다섯째 쌍의 다리가 납작한 지느러미처럼 변화하여 수영을 할 수 있었다. 스틸로누루스아목은 다섯째 다리쌍이 변형되지 않아 모든 종류가 가느다란 모양이었다. '사이마디' 역시 없었고, 또한 이들은 광익아목과는 다르게 두흉부의 배판에 횡방향으로 봉합선이 나 있다.

## 이동 방식

### 보행
바다전갈은 기본적으로 다리를 이용하여 물 밑 바닥을 걸어다녔다. 다섯 쌍의 다리 중 셋째부터 다섯째까지가 쓰였다. 바다전갈 보행에 대한 연구는 믹소프테루스(Mixopterus), 에우립테루스(연구 당시에는 발토에우립테루스Baltoeurypterus)와 파라스틸로누루스(Parastylonurus)를 대상으로 시행된 적이 있다.
믹소프테루스는 광익아목으로, 다섯째 다리쌍이 지느러미로 변형되었다. 믹소프테루스의 보행 연구는 이 동물이 남겼다고 생각되는 보생흔 화석 팔름이크눔 스토이르메리(Palmichnum stoermeri)을 통해 이루어졌다. 팔름이크눔은 바다전갈이 걸은 방향에 수평으로 좌우로 세 줄씩, 총 여섯 줄의 발자국이 찍혀 있는 형태이다. 각각의 줄은 하나의 다리가 찍은 보행렬로, 연구에서는 가장 바깥에 있는 것부터 A트랙, B트랙, C트랙이라 불렀다. 가장 바깥쪽에 있는 한 쌍의 A트랙은 지느러미 다리로 만든 것으로 여겨진다. A트랙의 발자국 하나를 보면 뒤쪽에 볼록하게 튀어나온 것이 있는데, 이는 지느러미 다리가 움직이면서 모래가 뒤쪽으로 쓸린 흔적이다.
B트랙은 넷째 다리쌍이, C트랙은 셋째 다리쌍이 남긴 것이다. A,B,C트랙 외에도 중앙에 하나의 끌린 자국이 있는데, 이는 생식기로 인해 형성된 것으로 여겨진다.
파라스틸로누루스는 스틸로누루스아목으로, 지느러미 다리가 없어 수영할 수 없었다. 두흉부보다 후체구가 훨씬 긴데, 균형을 맞추기 위해 파라스틸로누루스는 두흉부를 약 12도 굽히고 다녔을 것이다. 또한 후체구의 뒤쪽 마디에는 날개와 같은 돌기가 달려 있어 양력을 발생시키는 방법으로 후체구를 들어올렸을 것이다.

### 상륙
바다전갈은 기본적으로 물에 사는 동물이지만, 가끔씩 땅 위에도 올라왔다. 그 증거로는 스코틀란드의 보행흔 화석이 있다. 이는 힙베르톱테루스(Hibbertopterus)가 남긴 것으로 생각되는데, 꼬리마디를 땅에 질질 끌며 느리게 이동했을 것이다.

## 생식

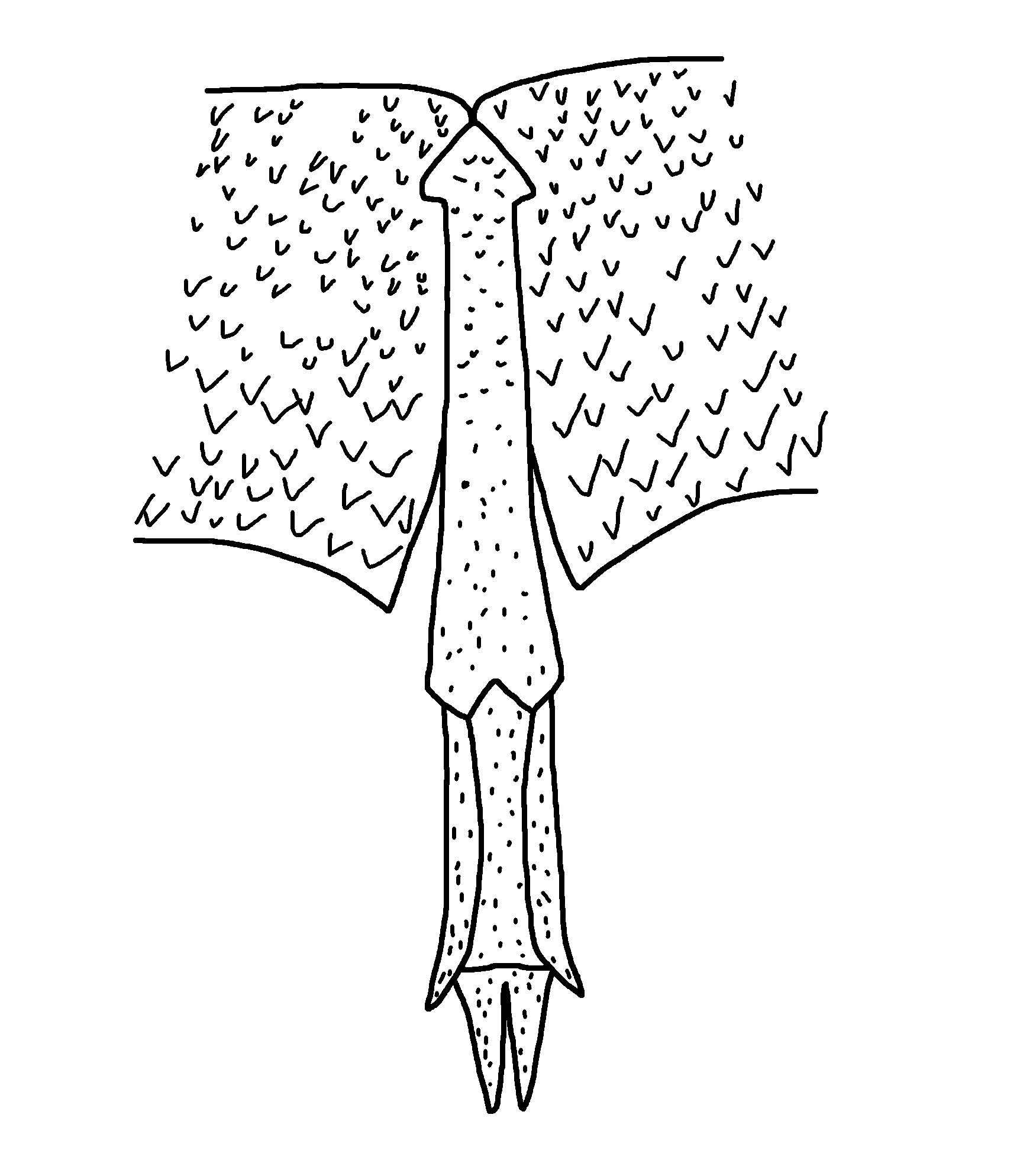
밧십테루스Bassipterus 수컷의 생식기

바다전갈은 그 조상의 후체구에 달려있던 부속지 두 쌍이 합쳐져 생식기로 진화하였다. 수컷의 생식기는 암컷의 생식기보다 대체로 길다. 에우립테루스를 비롯한 많은 바다전갈은 수컷의 생식기가 세 부위, 암컷이 두 부위로 명확하게 나뉘나, 모든 바다전갈이 그런 것은 아니다.

## 성장
바다전갈은, 성장하면서 마디의 개수가 변하지 않고 그대로이다. 이는 거미와 비슷하다.

## 생태 지위
바다전갈은 종류마다 다양한 생활 방식이 있었다. 프테리고투스과(Pterygotidae)는 협각이 마치 집게발처럼 크게 자라서, 이를 써서 다른 동물을 잡아먹는 포식자였을 것이다. 야이켈롭테루스나 프테리고투스는 그 중에서도 대형종으로, 아마 최상위 포식자였을 것이다. 아쿠티라무스(Acutiramus)는 이들 못지않게 컸으나, 시력이 좋지 않아 매복 포식자, 혹은 시체 청소부였을 것이라고 생각된다.
카르키노소마과(Carcinosomatidae)는 맨 뒤의 지느러미 다리를 제외한 모든 다리에 강력한 가시가 나 있어, 이를 모두 먹이를 제압하는 데에 썼던 포식자였을 것이다.
스틸로누루스과(Stylonuridae)는 첫째와 둘째 다리의 가시가 빗처럼 촘촘하게 나 있어, 이것으로 퇴적물을 긁어 가시에 걸린 먹이를 먹었을 것이라고 생각된다. 밑바닥에 사는 생활에 적응하여 메타스토마가 납작한 판 모양으로 변하였다.
힙베르톱테루스과(Hibbertopteridae)는 스틸로누루스과와 비슷하게 살았으나, 조금 더 발전된 방식으로 먹이를 찾았다. 일부 가시가 감각모로 변해, 이로 퇴적물 속의 먹잇감을 감지했던 것으로 보인다. 또한 먹이를 찾는 데에 셋째 다리까지 동원하였다. 힙베르톱테루스의 일종으로도 여겨지는 키르토크테누스 윗테베르겐시스(Cyrtoctenus wittebergensis)는 다리의 가시가 두 가지 형태로 변형되었다. 하나는 머리빗과 같은 형태로, 고정되어 움직일 수 없다. 다른 하나는 막대와 같은 형태로, 움직일 수 있어 머리빗 형태의 가시에 걸린 먹잇감을 떼어내는 일을 했을 것으로 생각된다.

## 같이 보기
- 바다전갈의 목록
- 전갈
- 거미강
- 고생대
- 검미목
- 에우립테루스
- 프테리고투스